# Bassa piacentina
La Bassa piacentina è una parte della Bassa padana compresa nella provincia di Piacenza. Si tratta del territorio nordorientale del Piacentino, che costeggia la sponda destra del fiume Po. A nord confina con le province di Lodi e di Cremona e ad est con quella di Parma. Nel territorio, i comuni sono tutti posti sotto i 50 m s.l.m.

## Geografia

### Comuni

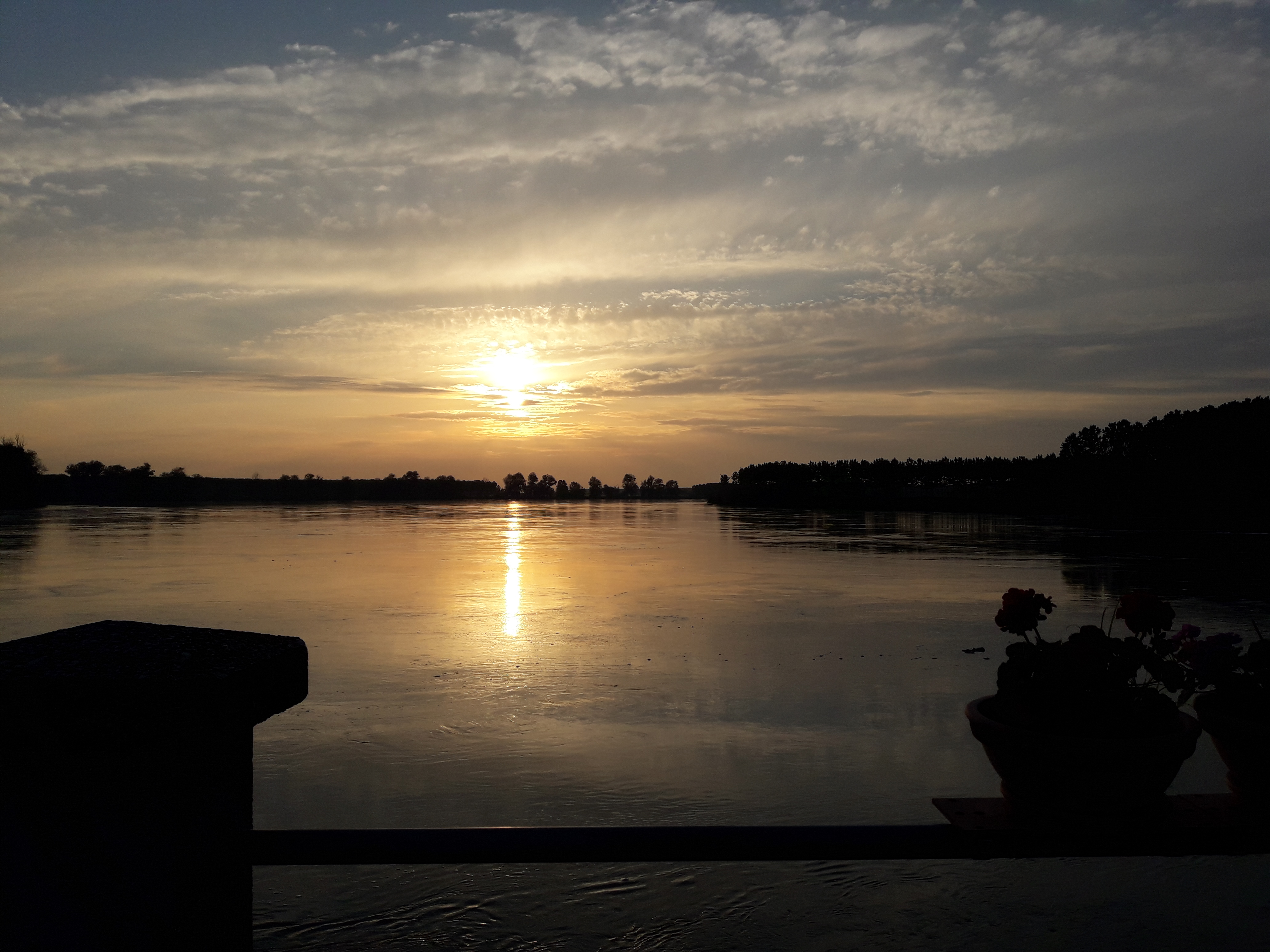
Il Po a Caorso

- Caorso
- Monticelli d'Ongina
- Castelvetro Piacentino
- Villanova sull'Arda
- San Pietro in Cerro
- Besenzone
- Cortemaggiore

## Storia

### Il maestro Giuseppe Verdi

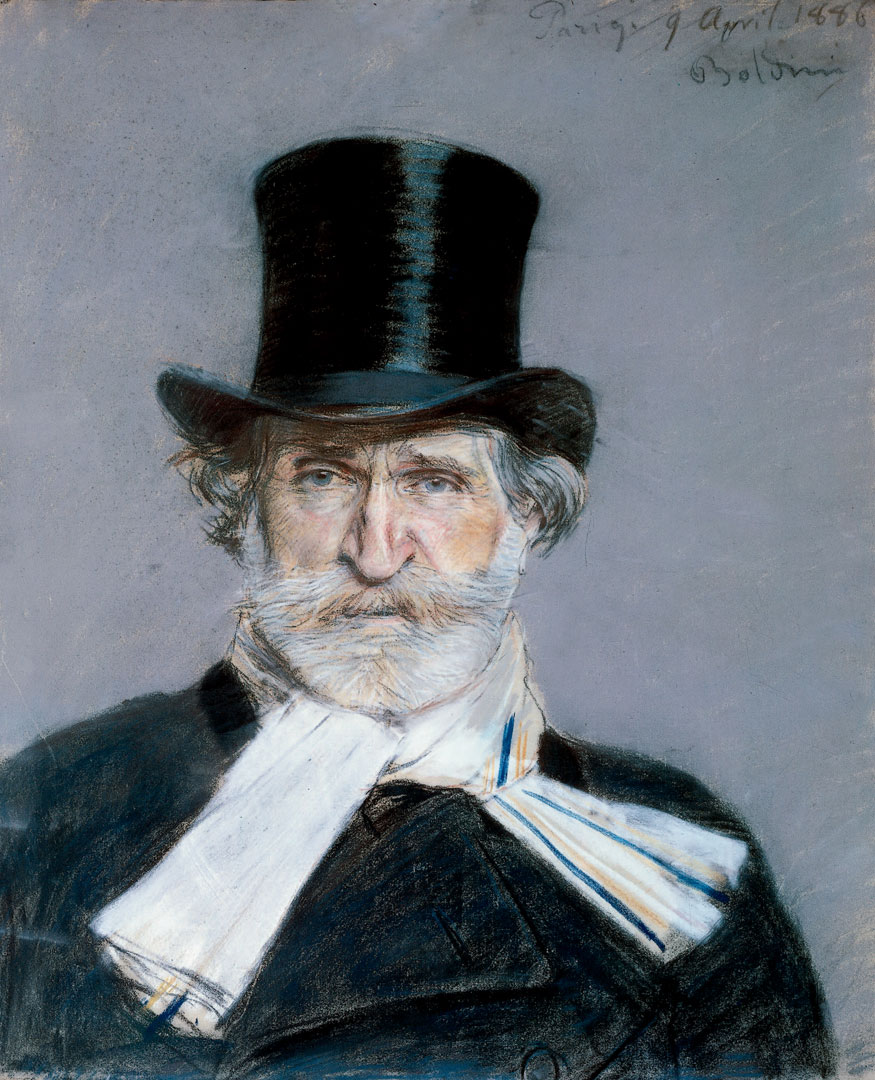
Giuseppe Verdi

Il compositore Giuseppe Verdi prese stabile dimora in località Sant'Agata, frazione del comune di Villanova sull'Arda oggi denominata Sant'Agata Verdi. Il maestro, nel 1851, sull'apice della propria carriera, acquistò una villa, con annesso podere, la cui terra arrivava fino all'argine del fiume Po. Qui il maestro Verdi abitò fino alla fine dei suoi giorni, assieme alla seconda moglie, l'ex-soprano Giuseppina Strepponi. Oggi, la villa che fu residenza del compositore è un museo aperto al pubblico, denominata Villa Verdi.

## Infrastrutture

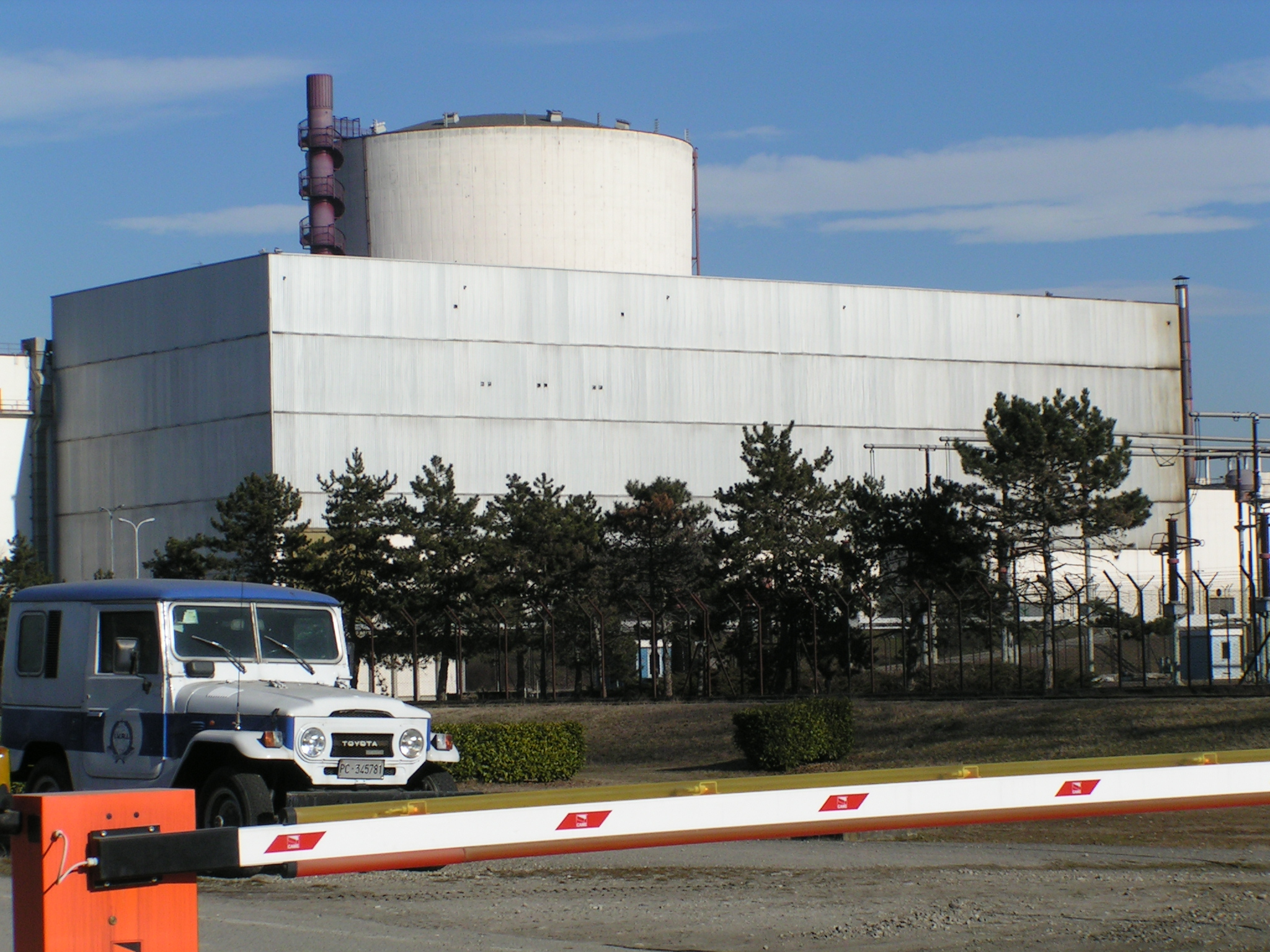
La Centrale nucleare di Caorso

- Centrale nucleare di Caorso

## Monumenti e luoghi di interesse

### Architetture
- Castello di Chiavenna Landi
- Rocca Mandelli a Caorso
- Castello di Monticelli d'Ongina
- Castello di San Pietro in Cerro

### Musei

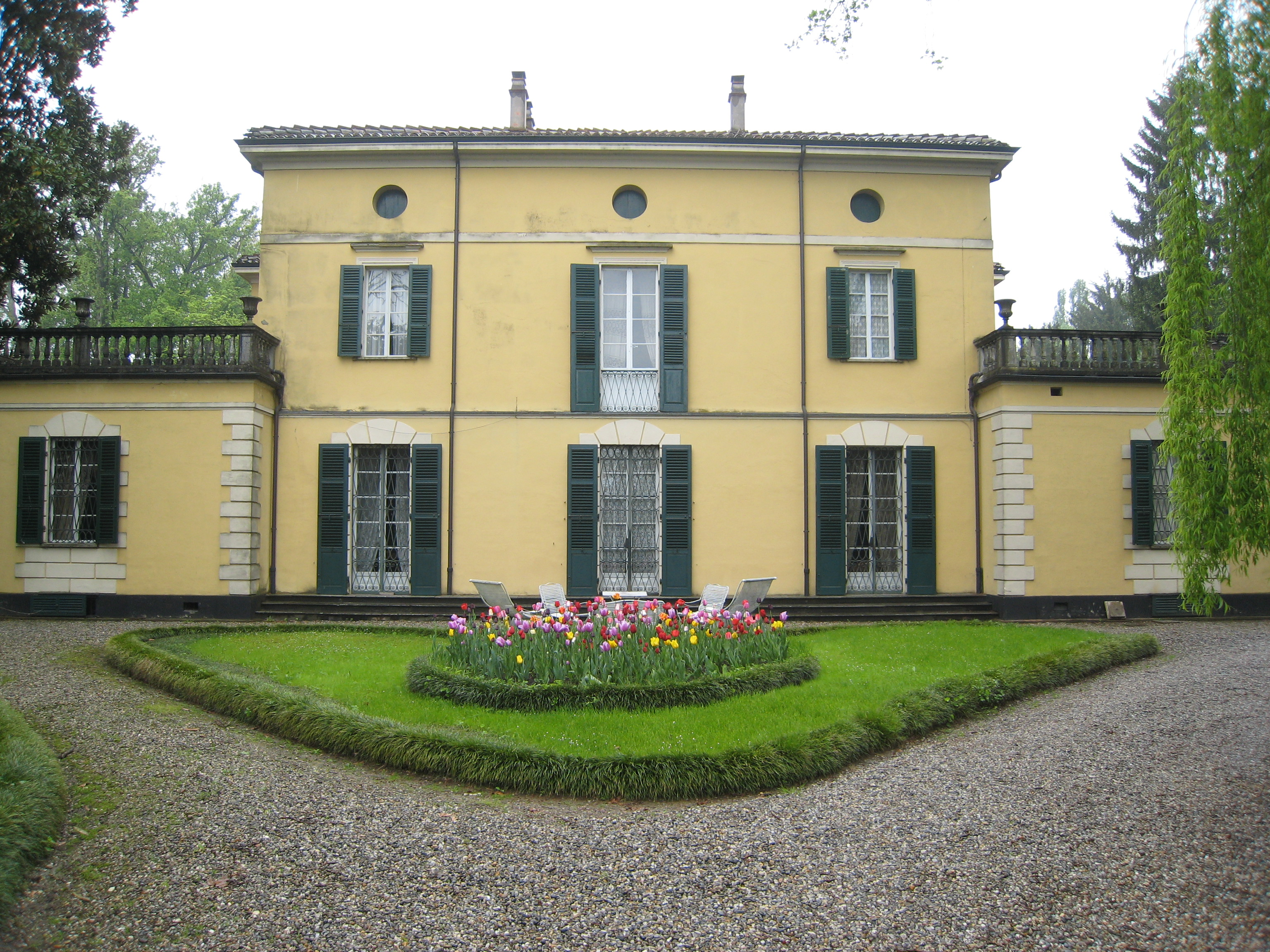
Villa Verdi

- Villa Verdi, residenza-museo del compositore Giuseppe Verdi.

## Enogastronomia

### Prodotti tipici
I piatti tipici della Bassa piacentina, comprendono:

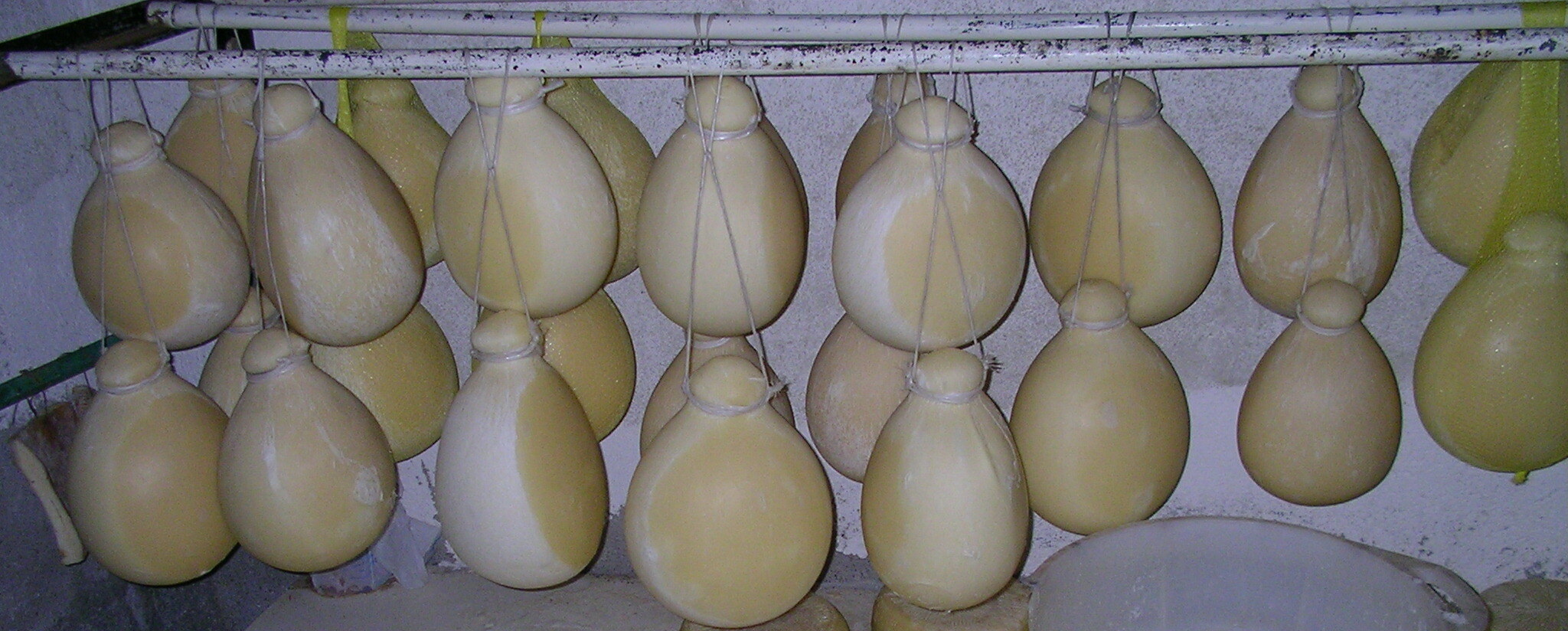
Provolona Valpadana

### Pesci
- Anguilla affumicata.
- lasche in carpione, più comunemente conosciute come stricc' in carpion
- frittura di ambolina, pesce gatto e rane.

### Formaggi e salumi
I formaggi tipici:
- Grana PadanoDOP
- Provolone Valpadana
- Cacio del Po

I salumi:
- Coppa piacentina
- salame piacentino
- pancetta piacentina

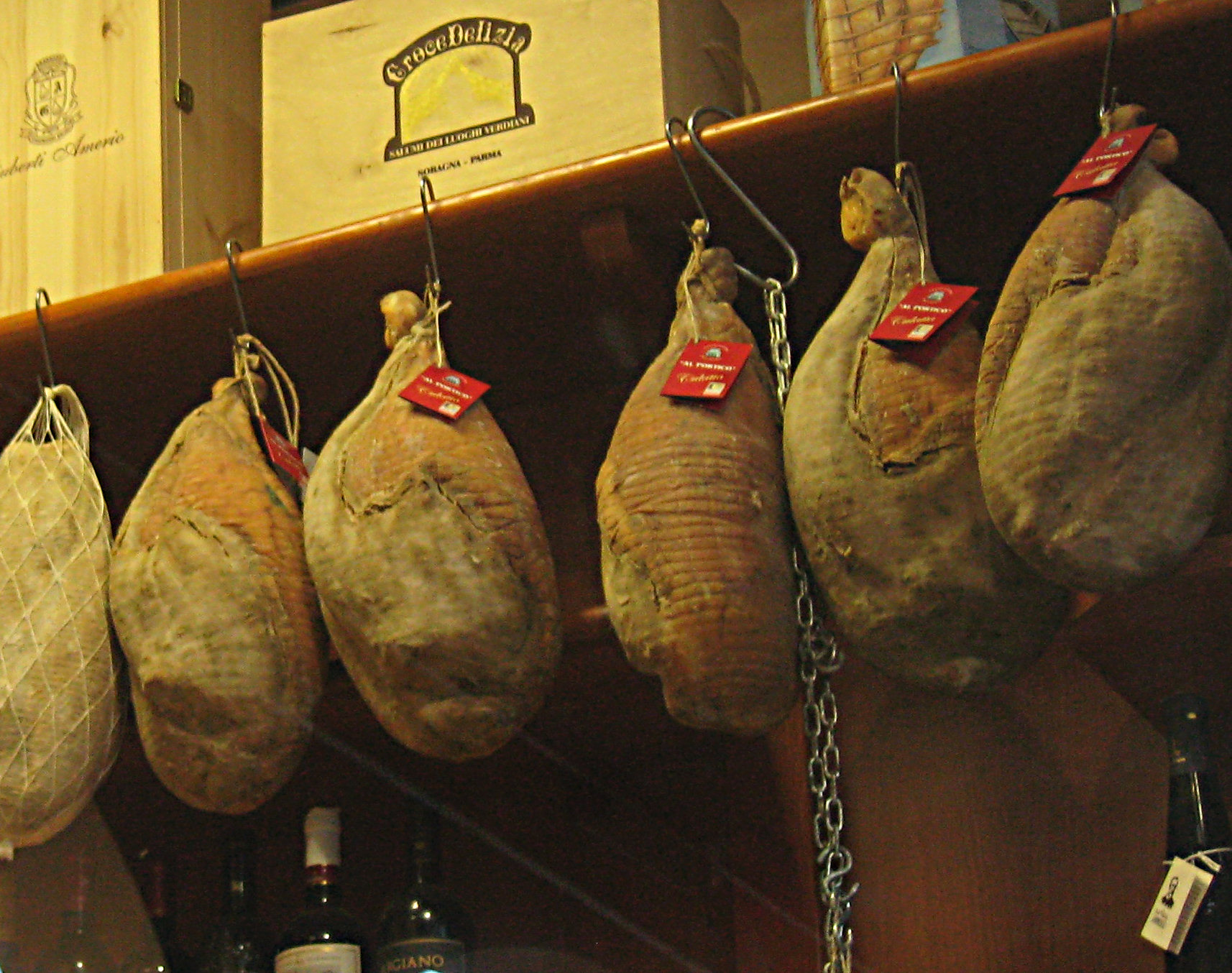
Culatello con cotenna

- grass pist (letteralmente "grasso pestato", in dialetto piacentino)
- culatello
- fiocchetto
- salame gentile.

### Primi piatti
- Anolini in brodo
- Pisarei e faśö

### Dolci
- Torta sbrisolona